# Solenostoma hasskarlianum
Solenostoma hasskarlianum là một loài rêu tản trong họ Jungermanniaceae. Loài này được (Nees) R.M. Schust. ex Váňa & D.G. Long mô tả khoa học lần đầu tiên năm 2009.